# فيدل رينيه ميزا كابريرا
فيدل رينيه ميزا كابريرا (بالإسبانية: Fidel René Meza Cabrera)‏ هو كاتب وسياسي إسباني ومكسيكي، ولد في 12 نوفمبر 1943 في المكسيك. حزبياً، نشط في الحزب الثوري المؤسساتي وحزب العمل الوطني. وقد انتخب عضو مجلس النواب المكسيك.